# Zar Boris
Zar Boris (russisch Царь Борис) ist eine historische Tragödie in fünf Akten von Alexei Tolstoi. Sie spielt um 1600, zu der Zeit, als Boris Godunow russischer Zar war. Der Erstdruck des Stücks erfolgte 1870, die Erstaufführung 1881. Zar Boris ist der Schlussteil von Alexei Tolstois dramatischer Trilogie, die mit Der Tod Iwans des Schrecklichen 1866 begann und mit Zar Fedor Iwanowitsch 1868 fortgesetzt worden war.

## Inhalt

### Erster Akt
Einige Monate nach dem Tod Zar Fjodors und nach der gelungenen Abwehr des Kütschüm Khan und seiner Tatarentruppen hat sich Boris Godunow zum neuen Zaren krönen lassen. Das Volk jubelt, denn im Vergleich zur Zeit nach dem Tod Iwans des Schrecklichen hat sich die Lage gebessert, äußere Feinde wurden abgewehrt, die Ernährungslage ist gut. Vermittelt wird dies im Gespräch zwischen dem Bojaren Saltikow und dem Feldherrn Wojeikow. Demnach soll Boris nach Fjodors Tod zusammen mit dessen Witwe (Godunows Schwester Irina) ins Kloster gegangen sein und sich lange habe bitten lassen, die Krone anzunehmen – dies steht im Gegensatz zu den Gerüchten um seinen Ehrgeiz und seine Involvierung in den Tod des minderjährigen Thronfolgers Dimitri.
Anlässlich der Krönungsfeier treten viele internationale Gesandte auf, um Boris zu beglückwünschen, aber auch, um gleich Politik zu machen: der englische Gesandte, der päpstliche Nuntius, die Gesandten aus Österreich, Litauen, Schweden, Florenz, Vertreter der Hanse (unter Führung des Lübecker Bürgermeisters Conrad Garmers, in der Übersetzung Hermers genannt), der persische Gesandte, der Abgesandte des türkischen Sultans sowie ein Gesandter aus Georgien. Die Vorstellungsrunde vermittelt ein genaues Bild der politischen Landschaft zum Machtantritt von Boris, über Freund- und Feindschaften zwischen den verschiedenen Reichen, aber auch über wirtschaftliche und kulturelle Verbindungen.
In seinem Monolog, der die Eröffnungsszene abschließt, gesteht sich Boris noch einmal seine Schuld am Tod Dimitris ein, wiegt diese Tat aber mit seinen Verdiensten um Russland auf und beschließt, die Vergangenheit zu vergessen und nun nach vorn zu denken:
| И держит скиптр для правды и добра Лишь царь Борис – нет боле Годунова! | Mit meinem Zepter bann’ ich jede Not Als Zar Boris – denn Godunow ist tot. |

Während Boris im Nowodewitschi-Kloster darauf wartet, dass seine Schwester Irina mit ihrem Gebet fertig ist, redet sein Verwandter Semjon auf ihn ein: Es gebe einige Leute, die gegen Boris arbeiteten, allen voran die Romanows. Außerdem nennt er Wassili Schuiski. Dieser erscheint schließlich und berichtet seinerseits von öffentlichen Beleidigungen gegen Boris. Doch Boris schlägt alle Warnungen in den Wind. Er möchte als milder Zar regieren.
Es folgt ein Zwiegespräch zwischen Boris und seiner Schwester Irina (die als Nonne unter dem angenommenen Namen Alexandra im Kloster lebt). Daraus ergeht, dass Irina irgendwann erfahren hat, dass ihr Bruder schuld ist am Tod des Zarewitsch Dimitri. Sie mahnt ihn, niemals seine Schuld zu vergessen und zu versuchen, sein Unrecht zu tilgen. Dies hat Boris auch vor. Er beharrt auf seiner Linie, dass durch seine Untat Russland geholfen wurde und nun besser dasteht.

### Zweiter Akt
Herzog Christian, der dänische Kronprinz (historisch ist Johann gemeint, Sohn Friedrichs II., des Königs von Dänemark und Norwegen), ist seit kurzem mit Xenia verlobt, Boris Godunows Tochter. Er erzählt von seiner einsamen Kindheit in Norwegen, wohin ihn sein Vater aus unbekannten Gründen geschickt hatte, und von seiner Teilnahme am Kampf gegen die Spanier in Flandern. Ebenfalls zugegen ist Godunows Sohn Fjodor. Die drei schwören ein Treuebündnis.
Kurz nachdem Boris zu der Runde gestoßen ist, erscheint auch Semjon Godunow. Er meldet, dass es Gerüchte gebe, nach denen der Zarewitsch Dimitri doch noch lebt. Verbreitet werde dies unter anderem von den Romanows. Er bittet Semjon, der Sache auf den Grund zu gehen. Außerdem gesteht sich Boris ein, dass er es im Guten versucht habe, aber hart handeln werde, sollte das Volk ihn nicht respektieren.
Im Gespräch mit dem Schreiber Wlaßjew möchte die Zarin erfahren, wie es um den Leumund ihres künftigen Schwiegersohns bestellt ist. Wlaßjew war als Freiwerber mit nach Dänemark geschickt worden und berichtet von Gerüchten, denen zufolge Herzog Christian nicht der rechtmäßige Sohn des vormaligen Königs gewesen und deshalb in seiner Kindheit vom Hof weggeschickt worden sei. Neben diesen Zweifeln an seiner Abstammung stört die Zarin, dass Christian nicht „rechtgläubig“, also nicht orthodox ist, und dass ihr Mann, Zar Boris, quasi an ihr vorbei ihre Tochter verheiraten will. Gemeinsam mit der skrupellosen Wolochowa, die bereits für den Tod des Zarewitschs Dimitri verantwortlich war (siehe das Vorgängerdrama Zar Fedor Iwanowitsch), plant sie, die Hochzeit zwischen Xenia und Christian noch zu verhindern.
Währenddessen finden sich in einem Räuberlager im Wald entflohene Bauern ein und melden sich beim Räuberhauptmann Chlopko-Kossolap. Sie wollen ihm dienen, wenn er sie aufnehme und vor ihren alten Herren schütze. Zudem trifft ein geheimnisvoller Fremder ein, der berichtet, dass die Gerüchte, dass der Zarewitsch Dimitri noch lebe und nicht von Godunow umgebracht worden sei, stimmen. Dimitri habe den Fremden zu Chlopko geschickt, um ihn zu sich zur litauischen Grenze zu befehligen. Mit seinen versammelten Unterstützern wolle Dimitri nach Moskau ziehen, um den Usurpator Boris zu stürzen.
Währenddessen sind auch die entlaufenen Mönche Grigorij und Missael im Lager eingetroffen und gesellen sich zu den Räubern (bei Tolstoi ist Grigorij Otrepjew also nicht identisch mit dem falschen Dimitri). Der Fremde fordert derweil den Stärksten der Räuber, Mitjka, zu einem Zweikampf auf. Mit Geschick gelingt es ihm, Mitjka zu besiegen. Daraufhin versöhnt er sich mit ihm und richtet an alle Anwesenden die Aufforderung, sich zu Dimitri zu begeben und ihn bei seinem Anspruch auf den Thron zu unterstützen. Er stellt Boris’ Kasse als Beute in Aussicht und setzt ein rauschendes Fest unter den Räubern in Gang, verschwindet aber gleich darauf unbemerkt.

### Dritter Akt
Die Gerüchte, dass Dimitri dem Mordkomplott entkommen sei und lebe, mehren sich und finden im Volk immer mehr Anhänger. Über die Identität des falschen Dimitri ist nichts herauszufinden, da man ihm aber eine Identität zuweisen müsse, um ihn diskreditieren zu können, treffen Semjon und Boris eine Entscheidung. Sie wollen behaupten, dass es sich um den ehemaligen Mönch Grigorij Otrepjew handelt, entflohen aus dem Kloster Tschudow.
Angesichts der größer werdenden Bedrohung will Godunow äußerste Maßnahmen ergreifen und etwa jeden, der den Namen des verstorbenen Dimitri in den Mund nimmt, bestrafen. Er sieht sich gezwungen, von seiner milden Regentschaft wieder abzusehen, solange der falsche Dimitri den Thron beansprucht, sehr zum Leidwesen seiner Kinder Fjodor und Xenia.
Die Zarin sät in Boris Misstrauen gegen Christian, seinen Schwiegersohn in spe. Er stelle Nachforschungen an über Dimitris Tod in Uglitsch. Boris glaubt dies nicht, sondern vertraut Christian.
Semjon bringt die Nachricht, dass einige Städte sich schon dem falschen Dimitri und seinem Heer ergeben haben. Wassili Schuiski tritt auf und schlägt vor, die Mutter Dimitris, die alte Zarin, nach Moskau zu holen, um sie bezeugen zu lassen, dass Dimitri tot sei.
Bei einem Umtrunk im Haus des Fürsten Fjodor Nikititsch Romanow machen sich einige Bojaren (neben den Romanows noch Sitzkij, Repnin, Tscherkaßkij) über Boris lustig. Als sich Wassili Schuiski einfindet, befragen sie ihn noch mal danach, ob er damals in Uglitsch tatsächlich den toten Knaben Dimitri gesehen habe (Schuiski war von Boris hingeschickt worden, um den Fall zu untersuchen). Schuiski gibt nur zu, einen toten Knaben gesehen zu haben, aber da er Dimitri nicht kannte, hätte dies auch jemand anderes sein können.
Semjon tritt ein und lässt die Bojaren festnehmen, bis auf Schuiski, der sich auch sofort verstellt und dem gnädigen Zaren Boris huldigt. Schuiski soll das Verhör gegen seine Freunde leiten.
Seine Berater Holk und Brage versuchen Christian davon zu überzeugen, dass mit Boris nicht mehr zu rechnen ist und er deshalb nicht wie geplant die Ehe mit Xenia eingehen solle. Christian hält aber an seiner Liebe zu Xenia fest. Doch ist er sichtlich angeschlagen und fällt in ein Delirium. Im Wahn erzählt er Xenia und ihrem Bruder Fjodor, dass er Boris für einen Mörder hält, und dass sie nun auf immer scheiden müssen. Allerdings fängt er sich wieder und schlägt stattdessen vor, gemeinsam zu fliehen. Am Ende des dritten Akts wird er schwächelnd von der Bühne geführt (es wird insinuiert, dass die Zarin und Wolochowa ihn vergiftet haben könnten).

### Vierter Akt
Boris hat eine Seelenmesse für Dimitri befohlen, um klarzumachen, dass er wirklich tot sei. Das Volk strömt aus der Kirche und wird von verkleideten Häschern beobachtet. Zwei Männer werden wegen eines Flugblatts, das sie gefunden haben, festgenommen. Auf dem Blatt verkündet Dimitri, dass er überlebt habe, und fordert das Volk auf, sich auf seine Seite zu schlagen. Einige Kaufmänner beklagen die hohen Steuern und werden ebenfalls von den Häschern attackiert.
Schuiski hält, wie von Boris befohlen, eine Rede, in der er bezeugt, damals den toten Dimitri gesehen zu haben. Allerdings ist seine Rede geschickt gestaltet und gespickt mit Versprechungen, die der auf Moskau zueilende falsche Dimitri dem Volk mache, sodass die Leute laut überlegen, ob sie Dimitri nicht entgegeneilen sollen.
Dimitris leibliche Mutter, die jetzt im Kloster lebende Ex-Zarin Marfa, trifft in Moskau ein. Sie schwört sich im Monolog, den falschen Dimitri, wer immer er sei, zu beglaubigen, um sich an Godunow, dem Mörder ihres Sohns, zu rächen. Godunow erwägt, Marfa zu foltern, um die Wahrheit zu erfahren, doch mit einer List gelingt es der Zarin auch auf andere Weise zu bestätigen, dass Dimitri damals gestorben ist. Sie lässt die Wolochowa hereinführen, die damals im Auftrag von Boris für den Tod Dimitris gesorgt hatte. Bei ihrem Anblick gerät Dimitris Mutter in zornige Wallung – Beweis genug, dass Dimitri wirklich tot ist. Doch Marfa schwört sich abermals, den selbsterklärten Dimitri anzuerkennen.
Um Christians Gesundheit ist es anhaltend schlecht bestellt. Boris bietet den Ärzten hohe Belohnungen für dessen Gesundung, aber es ist nichts zu machen, er stirbt. Als sie die Nachricht erhält, bricht Xenia zusammen.
Dimitri hat derweil an Boris geschrieben: Wenn er seine Krone freiwillig niederlege, werde ihm das Leben geschenkt und er könne im Kloster seine Sünden büßen. Der falsche Dimitri tritt im Stück selbst nicht auf, anders als etwa in Puschkins Drama Boris Godunow.
Trotz des Beweises für Dimitris Tod durch Marfas Reaktion auf die Wolochowa zweifelt Boris nun selbst daran, dass Dimitri tot sei. Um ganz sicherzugehen, lässt er Kleschnin rufen, der damals ebenfalls mit in Uglitsch war.

### Fünfter Akt
Während Boris im Schloss nachtwandelt, trifft Kleschnin ein. Er büßt als Mönch für die Mithilfe beim Mord an Dimitri und bestätigt Boris, dass damals wirklich Dimitri umgekommen sei. Außerdem prophezeit er Boris, dass seine Zeit vorbei sei und er entweder die Krone ablegen und büßen solle oder untergehen werde.
Boris breitet seinen Sohn Fjodor darauf vor, bald die Zarenkrone zu übernehmen, doch dieser weist sie von sich. Er gesteht, dass er nicht sicher sein kann, ob Dimitri nicht wirklich noch lebe. Boris schwört ihm, unumstößliche Beweise zu besitzen. Er beteuert noch einmal, nur das Beste für Russland gewollt zu haben.
Boris’ Feldherr Basmanow wirft sich noch einmal erfolgreich den Truppen des falschen Dimitri entgegen. Doch während Basmanow nun in Moskau weilt (eine List Schuiskis, um die Zarentruppen zu schwächen), gelingt es Dimitri, sich neu zu sammeln. Basmanow findet auch lobende Worte für den Kampfesmut des Feindes.
Boris findet sich zu einem Bankett ein, auf dem er Basmanow über alle Maßen lobt. Außerdem ernennt er seinen Sohn Fjodor zum künftigen Zaren und verlangt von allen anwesenden Bojaren Treueschwüre, die sie auch leisten, obwohl alle nur noch auf die Ankunft von Dimitri warten. Dann bricht Boris zusammen, der Vorhang fällt.

## Volltext
- das Drama im russischen Original auf Wikisource

## Deutsche Übersetzungen
- Zar Boris. Trauerspiel in fünf Akten, Deutsch von Rudolf Seuberlich, Berlin 1909